# NGC 1452
NGC 1452 = NGC 1455 ist eine Balken-Spiralgalaxie vom Hubble-Typ SBa im Sternbild Eridanus am Südsternhimmel. Sie ist schätzungsweise 74 Millionen Lichtjahre von der Milchstraße entfernt und hat einen Durchmesser von etwa 60.000 Lichtjahren. Die Galaxie gilt als Mitglied des Eridanus-Galaxienhaufens und der NGC 1407-Gruppe oder LGG 100.
Im selben Himmelsareal befinden sich u. a. die Galaxien NGC 1430 und NGC 1440.
Das Objekt wurde am 6. Oktober 1785 vom britischen Astronomen Wilhelm Herschel entdeckt.